# جائزة المفتاحة
جائزة المفتاحة جائزة سعودية تقديرية، كانت تقدم ضمن أسبوع المفتاحة الثقافي السنوي في مدينة أبها، وتمنح لرواد العمل الوطني السعودي، والمبدعين المتميزين من الأفراد والمؤسسات في مجالات مختلفة كالأدب والثقافة والرياضة، وتُعد من أهم الجوائز التقديرية على مستوى المملكة، تأسست عام 1999 ويرعاها سنويًا أمير منطقة عسير، ويشرف على اختيار رواد الخدمة الوطنية، إلى جانب لجنة التحكيم التي تتولى الترشيح والاختيار في المجالات الأخرى، واعتمد يوم 24 فبراير من كل سنة موعدًا لحفل تسليم الجائزة، على مسرح المفتاحة الذي يُعد من أكبر مسارح الشرق الأوسط.

## مجالات الجائزة
1. العمل الوطني
2. الأدب
3. الثقافة
4. الرياضة
5. المجتمع
6. الفن
7. الإعلام[3]

## من أبرز الفائزين
- إبراهيم خفاجي
- الأمير عبد الله الفيصل
- طارق عبد الحكيم
- طلال مداح
- د.أحمد ماطر
- خلف بن هذال
- محمد عبده
- سراج عمر
- ماجد عبد الله
- صفية بن زقر
- تركي السديري
- محمد الدعيع.[3]
- إبراهيم الناصر الحميدان.[9]